# Estació de Redondela AV
L'estació de Redondela AV és una estació de ferrocarril situada a la localitat gallega de Redondela, a la província de Pontevedra. Té serveis de mitjana distància operats per Renfe.
Es troba al punt quilomètric 13 de la línia que uneix Vigo-Urzáiz amb la bifurcació d'Arcade, dins de l'eix atlàntic d'alta velocitat que uneix Vigo amb la Corunya.

## Trens

### Mitjana Distància
| Línia | Origen/destinació | Destinació/origen |
| ----- | ----------------- | ----------------- |
| 2     | A Coruña          | Vigo-Urzáiz       |